# Paris (Yukon)
Paris foi uma pequena comunidade na região de Klondike, localizada no centro-oeste do território de Yukon no Canadá. Estava localizada em Dominion Creek durante a corrida de ouro de Klondike em 1898. O documento de contrato postal mostrou que a comunidade ainda existia em 1911, mas todos os vestígios já desapareceram. Seu nome deriva da grande proporção de falantes do francês e este fato lhe rendeu o nome da cidade de Paris, capital da França.

## Ligações Externas
- Perfil do Governo de Yukon